# Hövik, Valla socken
Hövik är en ort i Valla socken i Tjörns kommun i Bohuslän. Bebyggelsen i Hövik avgränsades tillsammans med bebyggelsen i Tångeröd och Berga fram till och med år 2000 till en småort, namnsatt till Hövik.